# マノン (テレビアニメ)
マノン（テレビアニメ）は、絵本作家であるジェラール・モンコンブルの絵本『ヒヨコのだいぼうけん』を原作とするカナダ･フランス共同制作のショートアニメである。制作会社はPLANET NIMO社。日本ではNHKで2010年（平成22年）1月から放送された。

## 概要
牧場で暮らす少女・マノンとその仲間である牧場の動物たちや、牧場を訪れる動物たちとの交流を描いたテレビアニメである。
日本では、2010年（平成22年）1月4日から2月8日までEテレにて初めて放送された。以降は再放送時に追加して放送されており、第2期は2011年（平成23年）7月11日から7月22日まで、第3期は2011年10月10日から10月17日まで、第4期は2011年12月12日から12月16日まで、第5期は2012年（平成24年）3月26日から3月30日まで、それぞれEテレにて放送された。各話5分。第1期26話、第2期10話、第3期6話、第4期5話、第5期5話の全52話。ハイビジョン制作。NHKではたびたび再放送されている。
またカートゥーン ネットワークでも2013年4月1日からCARTOONITO（カートゥーン ニト）枠で放送されており、こちらはNHK版でカットされていた後半の音楽パートも放送されている

## 登場人物
NHKでは時間の関係上、声の出演が表記されることは稀である。
マノン
声 - 藤井結夏
本作の主人公。牧場で暮らす少女。
ビンゴ
声 - 平川大輔
マノンの親友である犬。
メルバ
声 - 佐々木優子
頭の良い猫。
バズ
声 - 南田親彦
ドジなロバ。
アルマ
声 - 佐々木優子
のんびりとした性格の牛。
カールー
声 - 南田親彦
マノンを愛する、心優しき羊。
バロン
声 - 平川大輔
ウマ
フェタ
声 - 中西悠
ヤギ
トゥーシー
声 - 中西悠
ウサギ
ペドロ
声 - 興津和幸
騒がしいアヒル。
ルル
声 - 佐々木優子
ニワトリのお母さん。
ヒヨコたち
声 - 中西悠
3羽のこどもたち。
ニブルス
声 - 平川大輔
臆病者のネズミ。
ミロ
声 - 関直人
モグラ
フォクシー
声 - 興津和幸
いたずら好きなキツネ。
アンブラ
声 - 中西悠
コウモリ
ダンディ
声 - 中司ゆう花
クリックリ
ハリネズミ

## スタッフ
- 原作 - ジェラール・モンコンブル､ナディーン・ルヴィエール
- 脚本 - ジェラール・モンコンブル
- 日本語版制作 - NHKエンタープライズ
- 制作 - サイバー・グループ アニメーション、サーディンズ・プロダクション、プラネット・ニーモ アニメーション、TIJI

## 各話リスト（NHK版）
| 話数 | サブタイトル                 | 放送日         |
| ---- | ---------------------------- | -------------- |
| 1    | みんなであそぼう             | 2010年 1月4日  |
| 2    | わたしがママ?                | 1月5日         |
| 3    | こわいゆめ                   | 1月6日         |
| 4    | おかしな おきゃくさま        | 1月7日         |
| 5    | おとなになりたい             | 1月8日         |
| 6    | びっくりカカシ               | 1月11日        |
| 7    | さよならマノン!?             | 1月12日        |
| 8    | はやく よくな〜れ!           | 1月13日        |
| 9    | まきばのコーラス             | 1月14日        |
| 10   | ふしぎなようせい             | 1月15日        |
| 11   | ボールはどこ?                | 1月18日        |
| 12   | おえかきしよう               | 1月19日        |
| 13   | ヒヨコのだいぼうけん         | 1月20日        |
| 14   | みんなでコケコッコー         | 1月21日        |
| 15   | はくしょん!                  | 1月22日        |
| 16   | おそらのかいぶつ             | 1月25日        |
| 17   | ペドロはごきげんななめ       | 1月26日        |
| 18   | まきばのサーカス             | 1月27日        |
| 19   | すてきなバースデープレゼント | 1月28日        |
| 20   | カエルはどこへかえる?        | 1月29日        |
| 21   | やねのうえのオンドリ         | 2月1日         |
| 22   | コウモリとかさ               | 2月2日         |
| 23   | はじめてのせかい             | 2月3日         |
| 24   | そらとぶネズミ               | 2月4日         |
| 25   | まほうのジュース             | 2月5日         |
| 26   | あやとりしましょ             | 2月8日         |
| 27   | うみのハリネズミ             | 2011年 7月11日 |
| 28   | のどがカラカラ               | 7月12日        |
| 29   | トントントン!                | 7月13日        |
| 30   | みんなのたからもの           | 7月14日        |
| 31   | まきばのびようしつ           | 7月15日        |
| 32   | ゆらゆらおひるね             | 7月18日        |
| 33   | すてきなかおり？             | 7月19日        |
| 34   | にてる？にてない？           | 7月20日        |
| 35   | おねがい！フェタ             | 7月21日        |
| 36   | おふろがきらい               | 7月22日        |
| 37   | おおきなクリ                 | 10月10日       |
| 38   | コロコロだいさくせん         | 10月11日       |
| 39   | ハロウィーンのよる           | 10月12日       |
| 40   | きりのなかで                 | 10月13日       |
| 41   | みんなであまやどり           | 10月14日       |
| 42   | なんのかたち                 | 10月17日       |
| 43   | ルルーのゆびわ               | 12月12日       |
| 44   | ゆきのおしろ                 | 12月13日       |
| 45   | おうちにいれて               | 12月14日       |
| 46   | こおりにちゅうい!            | 12月15日       |
| 47   | ふゆのおともだち             | 12月16日       |
| 48   | なかよしライバル             | 2012年 3月26日 |
| 49   | まきばのおしばい             | 3月27日        |
| 50   | モグモグとまらない           | 3月28日        |
| 51   | おてつだいがしたい           | 3月29日        |
| 52   | マノンのおきにいり           | 3月30日        |